# Carl Elis Brusewitz
Carl Elis Brusewitz, född 6 mars 1878 i Göteborgs domkyrkoförsamling, Göteborg, död  9 april 1924 i Göteborgs Vasa församling, Göteborg
, var en svensk skådespelare. 
Carl Elis Brusewitz var bror till skådespelaren Bertil Brusewitz.

## Filmografi
- 1917 – För hem och härd

### Fotnoter
1. ↑  Sveriges Dödbok SDB 1860–2016, USB, Version 7.10, Sveriges Släktforskarförbund (2016).
2. ↑  ”Carl Elis Brusewitz”. Svensk Filmdatabas. http://www.sfi.se/sv/svensk-filmdatabas/Item/?type=PERSON&itemid=57900&ref=%2ftemplates%2fSwedishFilmSearchResult.aspx%3fid%3d1225%26epslanguage%3dsv%26searchword%3dCarl+Elis+Brusewitz%26type%3dPerson%26match%3dBegin%26page%3d1%26prom%3dFalse. Läst 18 februari 2013.